# 안동 풍산 류씨 금계재사
안동 풍산류씨 금계재사(安東 豊山柳氏 金溪齋舍)는 경상북도 안동시 서후면 성곡리에 있는, 풍산부원군 류중영 선생(1515∼1573)을 기리기 위해 세운 건물이다. 1982년 2월 24일 경상북도의 유형문화재 제146호로 지정되었다가, 2016년 7월 1일 대한민국의 국가민속문화재 제288호로 승격되었다.

## 개요
풍산부원군 류중영 선생(1515∼1573)을 기리기 위해 세운 건물이다.
선생은 과거에 급제한 뒤 여러 관직을 거쳐 황해도 관찰사를 지내며 교육의 진흥과 민생안정에 힘써 어진 정치를 행했었다. 후에 이조참판에 올랐으며, 선조(재위 1567∼1608) 때의 영의정 유성룡의 아버지이다.
몸채인 숭실재·영모루·부속건물이 연이어져 ㅁ자형의 배치를 이루고 있으며, 건축양식이 옛 방식을 지니고 있어 주목된다.
1987년 보수 때 영조 12년(1736)에 공사의 시작과 끝, 참여자 이름 따위를 기록한 글인 상량문이 발견되었다. 상량문에 의하면 본래 ‘능효사’의 한 건물인데 풍산 유씨가 제사지내기 위한 건물로 사들여 2차례의 수리를 거쳤다고 한다.

## 국가민속문화재 지정사유
안동 풍산류씨 금계재사는 조선시대 명재상 서애 류성룡의 부친 입암 류중영의 묘소를 수호하고 묘제를 지내는 곳으로 16세기 중반 이전 사찰 건물을 인수하여 사용하다가 18세기 초부터 누각을 비롯한 여러 건물을 지어 튼 口자형 배치를 이루고 있다.
전면에 두 개의 누를 둔 흔치 않은 큰 규모의 재사로 누·재사건축의 유형과 변천사에 중요한 의미를 갖는 사료일 뿐 아니라 안동지역을 대표하는 소중한 문화유산으로, 특히 사찰 건물이었던 숭실재의 주심포계 공포와 고식의 영쌍창 및 벽체구성 등은 양식편년의 귀한 자료이다.
풍산류씨 문중에서는 유교적인 제례의 관습을 확립해 나가는 과정에서 조상의 묘소를 관리하고 조상을 숭배하는 것을 문중 내부적으로 족회소를 만들어 전승할 수 있도록 하였고, 족중입의(族中立議) 등의 문서 통해 후손들이 어떻게 조상을 모실 것인지를 남겨 후손들이 그대로 시행하도록 한 점 등은 유교적 이념 확립과 조상숭배의식을 잘 보여 주고 있으며, 시대적인 변화에 따라 차이는 있을 수 있어도 현재도 후손들이 거의 그대로 전승하고 있어 국가민속문화재로 지정하여 보존할 가치가 있다.

## 같이 보기
- 류중영

## 참고 자료
- 안동 풍산류씨 금계재사 - 국가유산청 국가유산포털